# Tihemetsa
Tihemetsa är en ort i Estland. Den ligger i Saarde kommun och landskapet Pärnumaa, i den sydvästra delen av landet, 140 km söder om huvudstaden Tallinn. Tihemetsa ligger 70 meter över havet och antalet invånare är 894.
Terrängen runt Tihemetsa är mycket platt. Runt Tihemetsa är det mycket glesbefolkat, med 7 invånare per kvadratkilometer. Närmaste större samhälle är Kilingi-Nõmme, 4,7 km väster om Tihemetsa. I omgivningarna runt Tihemetsa växer i huvudsak blandskog.